# Ioannis Christou
Ioannis Christou (grško Ιωάννης Χρήστου), grški veslač, * 23. junij 1983.
Christou je za Grčijo nastopil na Poletnih olimpijskih igrah 2008 v Pekingu.